# Hotine Glacier
Hotine Glacier är en glaciär i Antarktis. Den ligger i Västantarktis. Argentina, Chile och Storbritannien gör anspråk på området. Hotine Glacier ligger 485 meter över havet.
Terrängen runt Hotine Glacier är kuperad. Trakten är obefolkad. Det finns inga samhällen i närheten.